# Fabrizio Bucci
Fabrizio Bucci (ur. 19 października 1979 w Rzymie) – włoski aktor.

## Życiorys
Zadebiutował jako aktor teatralny następnie zagrał w filmach między innymi: Święty Jan Bosco, Maria Goretti, Paweł VI – papież burzliwych czasów. Ostatnio zagrał rolę Jamesa Vincenzi w filmie pt. Ziemia Rebel.

## Filmografia
- 2003: Maria Goretti (TV) jako Alessandro Serenelli
- 2003: Don Matteo jako Gianni Spera
- 2004: Święty Jan Bosco jako Bruno
- 2005: Święty Piotr jako św. Jan
- 2006: Jan Paweł II jako Krzysztof Zachuta
- 2006: Nowe imperium jako Jezus Chrystus
- 2007: Święta Klara i święty Franciszek jako Bernardo di Quintavalle
- 2008: Paweł VI – papież burzliwych czasów jako Matteo Poloni
- 2008: Jumper jako policjant
- 2010: Ziemia buntowników jako Iacopo Vincenzi
- 2011: Komisarz Rex jako Bebo Lo Schiavo